# Lavdarski Kanal
Lavdarski Kanal är ett sund i Kroatien. Det ligger i den södra delen av landet, 220 km söder om huvudstaden Zagreb.